# Charinus sillami
Espèce
Charinus sillami est une espèce d'amblypyges de la famille des Charinidae.

## Distribution
Cette espèce est endémique de Guyane. Elle se rencontre vers Sinnamary.

## Habitat
Elle se rencontre dans des termitières de Neocapritermes taracua, d'Embiratermes neotenicus et de Spinitermes sp..

## Description
La carapace de la femelle holotype mesure 2,62 mm de long sur 3,71 mm et la carapace du mâle paratype mesure 2,42 mm de long sur 3,20 mm.
La carapace de la femelle décrite par Miranda, Giupponi, Prendini et Scharff en 2021 mesure 1,84 mm de long sur 2,47 mm.

## Étymologie
Cette espèce est nommée en l'honneur de David Sillam-Dussès.

## Publication originale
- Réveillion & Maquart, 2015 : « A new species of Charinus Simon, 1892 (Amblypygi, Charinidae) from termite nests in French Guiana. » Zootaxa, no 4032(2), p. 190–196.